# Филиппов, Юрий Иванович
Юрий Иванович Филиппов (укр. Юрій Іванович Філіппов; род. 22 марта 1970, Ворошиловград) — советский и украинский волейболист и тренер.

## Тренерская карьера
По ходу карьеры Филиппов тренировал харьковский «Локомотив», кипрский «Апоэл», сборную Украины, а также российский клуб высшей лиги А «Дагестан». В качестве тренера - двукратный чемпион Украины, трехкратный обладатель кубка Украины, обладатель кубка Кипра, обладатель Суперкубка Кипра.
В сезоне 2018/19 Филиппов тренировал «Ярославич», но в январе покинул команду, которая к тому моменту занимала 14-е место, выиграв 1 из 16 матчей. После этого Филиппов возглавил ПАОК, с которым завоевал Кубок Греции и «серебро» чемпионата страны.
В декабре 2019 года Филиппов принял «Нову», сменив на посту главного тренера Александра Горбаткова. При новом тренере команда выиграла 3 из 11 матчей, но не смогла уйти с последнего 14-го места в турнирной таблице.
В апреле 2020 года возглавил АСК.
Отец волейболиста Дмитрия Филиппова.